# جبر جهانی
جبر جهانی (به انگلیسی: Universal Algebra) یا جبر جامع شاخه‌ای از ریاضیات است که به مطالعه خود ساختارهای جبری می‌پردازد، نه مثال‌ها («مدل‌ها»)یی از ساختارهای جبری. به عنوان مثال، در جبر جهانی به جای این که گروه خاصی را به عنوان موضوع مطالعه انتخاب کنند، دسته‌ای از گروه‌ها به عنوان اشیاء مورد مطالعه قرار می‌گیرند.

## تاریخچه
در کتاب آلفرد نورث وایتهد با عنوان رساله‌ای در ارتباط با جبر جهانی که در ۱۹۸۹ میلادی منتشر شده‌است، عنوان جبر جهانی به‌طور اساسی همان معنای امروزین خود را داشته‌است. وایتهد، افتخار ایجاد این مفهوم را به ویلیام روان همیلتون و آگوست دو مرگان نسبت می‌دهد، و معتقد بود که خود عبارت جبر جهانی را نیز جیمز جوزف سیلوستر ابداع کرده‌است.: v 

## ایدهٔ پایه ای
در جبر جهانی، یک جبر (یا ساختار جبری) مجموعه ای چون {\displaystyle \mathrm {A} } به همراه گردایه ای از عملگرهای روی آن است. یک عملگر {\displaystyle \mathrm {n} }-تایی روی {\displaystyle \mathrm {A} } تابعی است که {\displaystyle \mathrm {n} } عنصر از {\displaystyle \mathrm {A} } می‌گیرد و یک عنصر از {\displaystyle \mathrm {A} } را خروجی می‌دهد؛ لذا یک عملگر ۰-تایی (یا عملگر پوچ) را می وان به سادگی توسط عنصری از {\displaystyle \mathrm {A} } یا یک ثابت نمایش داد، آنگاه آن را با حرفی مثل {\displaystyle \mathrm {a} } مشخص می‌کنیم. یک عملگر ۱-تایی (یا تک عملگر) یک تابع معمولی از {\displaystyle \mathrm {A} } به {\displaystyle \mathrm {A} } است، اغلب آن را با نمادی کنار آرگومان آن نمایش می‌دهند، مثل {\displaystyle \sim x}. یک عملگر ۲-تایی را اغلب با نمادی بین آرگومان‌ها نمایش می‌دهند، مثل {\displaystyle x\star y}. عملگرهای بالاتر یا آن‌ها که تعداد آرگومان‌هایشان نامشخص باشد را اغلب با نماد توابع نمایش می‌دهند، که آرگومان‌های آن با کاما از هم جدا شده‌اند مثل {\displaystyle \mathrm {f(x,y,z)} } و {\displaystyle \mathrm {f(x_{1},...,x_{n})} }. بعضی از محققان تعریف عملگرهای بی‌نهایت آرگومانی را مجاز می‌شمرند، مثل {\displaystyle \textstyle \bigwedge _{\alpha \in J}x_{\alpha }} که {\displaystyle \mathrm {J} } در آن مجموعه اندیس گذار بی‌نهایت عضوی است. این تعریف ما را به نظریه جبری مشبکه‌های کامل می‌رساند. پس یک راه صحبت در مورد یک جبر، این است که نوع خاصی جبر مثل {\displaystyle \omega } را برای ارجاع به آن به کار ببریم، که {\displaystyle \omega } دنباله ای از اعداد طبیعی و نمایشگر تعداد آرگومان‌های عملگرهای جبری آن جبر است.

## ارجاعات
1. ↑  George Grätzer (1968).  M.H. Stone and L. Nirenberg and S.S. Chern (ed.). Universal Algebra (1st ed.). Van Nostrand Co. , Inc.